# Humansdorp
Humansdorp ist ein Ort in der südafrikanischen Provinz Ostkap. Er liegt in der Lokalgemeinde Kouga im Distrikt Sarah Baartman.

## Geographie
Humansdorp hat 20.123 Einwohner (Stand 2011). Der Ort liegt rund 50 Kilometer westlich von Gqeberha nahe dem Indischen Ozean bei Cape St. Francis und Jeffreys Bay. Der einwohnerreichste Stadtteil ist das Township Kruisfontein, das in der Zeit der Apartheid Coloureds zugewiesen war.

## Geschichte
Der Ort wurde 1849 gegründet und nach Johannes Jurie Human sowie Matthys Gerhardus Human benannt, die Gründer der niederländisch-reformierten Gemeinde waren.

## Wirtschaft und Verkehr
Haupteinnahmequellen sind die Leichtindustrie und Landwirtschaft.
Humansdorp liegt unmittelbar südlich der N2, an der touristisch vermarkteten „Route 62“ sowie an den Regionalstraßen R 330 nach Hankey im Norden und R300 nach Cape St. Francis im Süden.
Östlich des Ortes liegt ein kleiner Flugplatz (ICAO-Code FAHD). Humansdorp liegt an der Avontuur Railway, der längsten Schmalspurstrecke der Welt mit 610 mm Spurweite.

## Persönlichkeiten
- Cornelia Bürki (* 1953 als Cornelia de Vos in Humansdorp), Schweizer Leichtathletin
- Manie Libbok (* 1997), Rugby-Union-Spieler